# O Żydach (pseudoepigraf)
O Żydach (gr. περι Ιουδαιων) – dzieło znane z fragmentów przytoczonych przez Józefa Flawiusza w Przeciw Apionowi (Contra Apionem I 43. 183-205). Józef Flawiusz przypisuje je Hekatajosowi z Abdery jest jednak, jak udowodnił to ostatecznie Bezalel Bar-Kochva dziełem autora żydowskiego. Zostało napisane pomiędzy rokiem 107 a najpewniej 102/103 p.n.e. - 96-93 p.n.e. Autor był Żydem egipskim, o nastawieniu konserwatywnym, związanym z tradycyjnym rozumieniem prawodawstwa żydowskiego. Stroni od alegorycznej wykładni Prawa, wydaje się również, że nie był oczytany w literaturze filozoficznej. Jego greka miejscami bywa niepoprawna. Dzieło jest apologią żydowskiej diaspory i ma uzasadniać jej istnienia w dobie równoczesnego rozwoju silnego państwa żydowskiego w Palestynie. Wedle autora O Żydach zadaniem diaspory jest ochrona Żydów w Palestynie poprzez wywieranie wpływu na władców egipskich. Autor dzieła znał List Arysteasza. Przytoczone w Liście (Aristeae Epistula 31) zdanie z Hekatajosa na temat żydowskich ksiąg świętych nie pochodzi z traktatu O Żydach ale prawdopodobnie od prawdziwego Hekatajosa.